# Bochum-Dahlhausen
Bochum-Dahlhausen – stacja kolejowa w Bochum, w kraju związkowym Nadrenia Północna-Westfalia, w Niemczech. Stacja została otwarta w 1863. Znajdują się tu 2 perony.